# Бурштын, Леонардо
Леонардо Бурштын (Leonardo Bursztyn, род. 16 мая 1982 года, Бразилиа, Бразилия) — экономист, профессор Чикагского университета, член преподавательского состава Института Пирсона. Его исследовательские интересы включают политическую экономию, экономику развития и поведенческую экономику. В его текущем исследовании используются полевые эксперименты, направленные на понимание того, как люди принимают решения в отношении обучения, потребления, политики и финансов, и, в частности, как эти решения формируются социальной средой людей.

## Биография
Родился 16 мая 1982 года в городе Бразилиа.
В 2003 году получил степень бакалавра в Университете Бразилиа, в 2005 году магистерскую степень в Университете Бразилия, затем степень доктора в Гарвардском университете в 2010 году.
Преподавательскую деятельность начал в 2010 году в ВКЛА Андерсон Скул оф Менеджмент (UCLA Anderson School of Management). Преподавал ассистентом с 2010 по 2016 год. С 2016 по 2019 годы преподавал ассистентом в Чикагском университете, а с 2019 года профессором в Чикагском университете.
С 2014 года является партнером Лаборатории действий по борьбе с бедностью имени Абдул Латифа Джамиля. С 2015 года является сотрудником Бюро исследований и экономического анализа развития (BREAD). С 2013 по 2019 годы являлся научным сотрудником Национального бюро экономических исследований (NBER), группы по вопросам детей, развития, образования и политической экономии. С 2019 года является содиректором Инициативы по исследования политической экономики BFI.
Исследования Бурштына были опубликованы в ведущих академических журналах, включая Econometrica, American Economic Review, Quarterly Journal of Economics и Journal of Polit Economy.

## Обучение в Гарвардском университете
Леонардо Бурштын показывал отличные результаты в учебной деятельности, обучаясь в Гарвардском университете. Получил в 2006 году стипендию Дугласа Диллона, в 2008 году стипендию Хорхе Пауло Леманна. Дважды получал Грант Фонда Поля Варбурга (2007 и 2008 годы). В 2010 году получил стипендию Гарвардского университета по завершении диссертации.

## Преподавательская деятельность[2]
Преподавательскую деятельность начал в 2010 году в ВКЛА Андерсон Скул оф Менеджмент (UCLA Anderson School of Management). Преподавал ассистентом с 2010 по 2016 год. Первые годы преподавал дисциплину «Управленческая экономика» (с 2010 по 2013 годы). В 2014 году преподавал дисциплину «Ведение бизнеса в Бразилии», в 2015 году — «Экономический анализ для менеджеров». В 2016 году снова преподавал дисциплину «Управленческая экономика».
В 2016 году присоединился к экономическому факультету Чикагского университета. В 2017—2018 годах преподавал дисциплину «Темы поведенческой экономики», в 2019 году преподавал дисциплины «Экспериментальная экономика», «Прикладная поведенческая экономика», «Экономика развития: вопросы микроэкономики».

## Награды, гранты, стипендии[2]
2011 — Грант UCLA CIBER
2011 — Премия за выдающиеся достижения в области судейства, Ежеквартальный журнал экономики
2012 — Малый грант Фонда Рассела Сейджа в области поведенческой экономики
2013, 2014, 2015 — Грант Центра глобального управления имени Андерсона Калифорнийского университета в Лос-Анджелесе
2013, 2014 — Премия UCLA за развитие карьеры факультета
2013, 2014 — Грант на исследование Центра цен Андерсона UCLA
2013, 2014, 2018 — Премия за выдающиеся достижения в области судейства, American Economic Review
2014 — Грант CCPR Seed
2014 — Грант CEGA по поведенческой экономике здравоохранения
2015 — Грант Центра финансов и инвестиций имени Андерсона Финка UCLA
2015 — Грант Международного центра роста
2015 — Грант Гарварда LEAP
2015 — Пилотный грант J-PAL в Северной Америке
2016—2018 — Альфред П. Стипендия Sloan Research
2016 — Премия Эрика и Э. Джулины за выдающиеся достижения в области научных исследований (UCLA)
2017 — Гарвардский грант EPoD
2018 — Грант UChicago BFI
2019 — Посевной грант факультета SSRC UChicago
2019 — Грант Института Чикаго Пирсона